# Zilahi Simon
Gyurgyókai Zilahi Simon, 1882-ig Zwicker (Tab, 1849. február 5. – Budapest, Terézváros, 1913. október 5.) újságíró, kiadóhivatali igazgató.

## Élete
Zwicker Jónás (1826–1895) és Singer Sarolta gyermekeként született zsidó családban. Budapesten végzett reáliskolát, s ugyanott 1870-ben a Pester Journal kiadóhivatalának munkatársa lett. 1872-től a Neues Pester Journal, 1878-tól a Pesti Hírlap kiadóhivatalát vezette. 1881-ben részt vett a Budapesti Hírlap megalapításában, amelynek haláláig kiadóhivatali igazgatója volt. Közben 1896-ban megalapította az Esti Újság című hírlapot, amely az utcai árusításra épült, s ezzel megteremtette a magyar bulvársajtót. 1897-ben a Kincses Kalendáriumot, 1893-ban a Kakas Márton című élclapot, 1894-ben pedig a Patyolat, a Divatújság és a Gyermekújság című lapokat. 1900-ban alapította az Újságkiadók Lapját és haláláig főszerkesztője volt. 1896 és 1913 között Magyarországot képviselte a nemzetközi kongresszusokon. 1902-ben a mainzi Gutenberg-Gesellschaft egyik alapítója volt. A Magyar Újságkiadók Országos Szövetségének alapító elnöke, az Újságkiadók Otthonának és a Hírlapkiadó Tisztviselők Egyesületének elnöke, a Magyar Könyvkiadók és Könyvkereskedők Országos Egyesületének főtitkára, 1907-ben Koppenhágában alelnök volt a szaklapok nemzetközi kongresszusán. 1904. június 28-án gyurgyókai előnévvel magyar nemességet kapott. Halálát érelmeszesedés okozta.
A Kozma utcai izraelita temetőben helyezték végső nyugalomra (5A-4-11).

## Családja
Felesége Schlesinger Janka (1853–1930), akivel 1872. augusztus 20-án Pesten kötött házasságot.
Gyermekei
- Zilahi Dezső (1873–1956) újságíró, kiadóvállalati igazgató. Felesége Rákosi Zseni (Eugénia).
- Zilahi Melánia (1875–?)
- Zilahi Béla (1877–1901) a Budapesti Hírlap belső munkatársa.
- Zilahi Jenő (1879–1917) orvos, hősi halált halt. Felesége Krása Johanna Eugénia.
- ZIlahi László (1881–?)
- Zilahi Imre (1883–1945) magántisztviselő. Felesége Skolorsich Dolores.
- Zilahi Erzsébet (1885–1886)
- Zilahi István (1887–?) rendőrkapitány. Felesége Lachnit Ilona Hermin (1890–1953).